# Aleksandr Rodimtsev
Aleksandr Rodimtsev (russo: Александр Ильич Родимцев) foi um coronel-general do Exército Vermelho durante a Segunda Guerra Mundial, duas vezes condecorado como Herói da União Soviética.

## Carreira
Rodimtsev se integrou ao Exército Vermelho nos anos 1920 e lutou na Guerra Civil Espanhola, ao lado dos republicanos, contra as forças do general Francisco Franco, em 1936-1937, quando recebeu sua primeira condecoração como Herói da União Soviética.
Muito popular entre seus homens e conhecido por sua bravura, ele é mais lembrado na história por seu papel na Batalha de Stalingrado, onde comandou a 13ª Divisão de Guardas de Rifle, que foi praticamente destruída lutando e defendendo a colina de Mamayev contra os atacantes alemães, entre 1942 e 1943, sendo novamente condecorado com a mais alta condecoração militar da URSS em 1945 por estes feitos.
Depois da vitória em Stalingrado, ele comandou o 32° Corpo de Guardas de Rifle, que incluía a sua heroica 13ª Divisão, a 66ª Divisão de Rifles e a 6ª Divisão de Guardas paraquedistas, que lutou contra as divisões Panzer SS na Batalha de Kursk.
Após a guerra, Rodimtsev foi o vice-comandante do distrito militar do leste da Sibéria, adido militar na Albânia, e vice-comandante do distrito militar do norte da União Soviética.